# Stratton (Nebraska)
Stratton es una villa ubicada en el condado de Hitchcock, Nebraska, Estados Unidos. Según el censo de 2020, tiene una población de 310 habitantes.

## Geografía
La localidad está ubicada en las coordenadas 40°9′1″N 101°13′41″O / 40.15028, -101.22806. Según la Oficina del Censo de los Estados Unidos, Stratton tiene una superficie total de 1.12 km², correspondientes en su totalidad a tierra firme.

## Demografía
Según el censo de 2020, hay 310 personas residiendo en Stratton. La densidad de población es de 276.79 hab./km². El 94.52 % son blancos, el 0.32 % es afroamericano, el 0.32 % es asiático, el 0.32 % es isleño del Pacífico, el 0.97 % son de otras razas y el 3.55 % son de una mezcla de razas. Del total de la población, el 6.77 % son hispanos o latinos de cualquier raza.